# Michael Czerny
Michael Czerny S.J. (sinh năm 1946) là một Hồng y người Canada gốc Séc của Giáo hội Công giáo Rôma, hiện đang (tạm ngưng) đảm trách vai trò Tổng trưởng Thánh bộ Phát triển Con người Toàn diện và Chủ tịch Hội đồng về COVID-19 của Vatican.

## Tiểu sử
Michael Czerny sinh ngày 18 tháng 7 năm 1946, tại Brno, thuộc Giáo phận Brno, Cộng hòa Séc. Ở tuổi 18, ngày 14 tháng 8 năm 1964, ông gia nhập Dòng Tên, và trở thành linh mục của dòng tu này ngày 9 tháng 6 năm 1973, bởi Giám mục Phụ tá Tổng giáo phận Toronto Thomas Benjamin Fulton. Ông được bổ nhiệm làm Trợ tá Thứ trưởng Thánh bô Phát triển Con người toàn diện vào ngày 14 tháng 12 năm 2016, ở độ tuổi 70. Ông chính thức nhậm chức vụ mới này vào ngày 1 tháng 1 năm 2017.
Ngày 23 tháng 9 năm 2019, ông được bổ nhiệm làm Tổng giám mục Hiệu tòa Beneventum, và được truyền chức ngày 4 tháng 10 năm 2019, một ngày trước khi ông chính thức nhận tước vị Hồng y từ Giáo hoàng. Chủ phong cho tân tổng giám mục chính là Giáo hoàng Phanxicô, trong khi hai hồng y phụ phong gồm Hồng y Quốc vụ khanh Pietro Parolin và Hồng y Peter Turkson, Tổng trưởng Thánh bộ Phát triển Con người Toàn diện. Hồng y Czerny có tư cách Hồng y Phó tế Nhà thờ San Michele Arcangelo, và ông đã nhận nhà thờ Hiệu tòa của mình vào ngày 19 tháng 1 năm 2020. Ngày 1 tháng 1 năm 2022, Hồng y Czerny được bổ nhiệm làm Tổng trưởng Thánh bộ Phát triển Con người Toàn diện.